# Cyllopoda angustistriga
Cyllopoda angustistriga är en fjärilsart som beskrevs av W. Warren 1904. Cyllopoda angustistriga ingår i släktet Cyllopoda och familjen mätare. Inga underarter finns listade i Catalogue of Life.